# Typhlomys huangshanensis
Typhlomys huangshanensis — вид мишоподібних гризунів родини малабаркових (Platacanthomyidae). Описаний у 2021 році.

## Поширення
Ендемік Китаю. Поширений на схилах гір Хуаншань в провінції Аньхой на сході країни. Трапляється на висотах 700-1300 м над рівнем моря. Мешкає у змішаному вічнозеленому та широколистяному лісі.